# Reagy Ofosu
Reagy Baah Ofosu (Hamburg, 20 september 1991) is een Duits-Ghanees profvoetballer, die bij voorkeur als linksbuiten uitkomt.

## Clubcarrière

### Jeugd
Ofosu speelde van 2006 tot 2012 in de jeugd bij Hamburger SV maar brak nooit door in het eerste. Van 2010 tot 2012 speelde hij voor Hamburger SV II in de Regionalliga Nord. In 2012 maakte hij de overgang naar FC Ingolstadt 04, maar ook daar speelde hij alleen in het tweede elftal. Hij speelde tot 2014 bij Ingolstadt, alvorens hij de overstap maakte naar het eerste elftal van Chemnitzer FC, dat speelde in de 3. Liga. Met Chemnitz won hij de Sachsenpokal 2014/15. In de winter van 2016 maakte hij de overstap naar SV Grödig, dat uitkwam op het hoogste Oostenrijkse niveau, de Bundesliga. 

### N.E.C.
Op 12 juli 2016 maakte Ofosu transfervrij de overstap naar Eredivisie-club N.E.C. Hij maakte zijn debuut in de seizoensopener tegen PEC Zwolle, dat in 1-1 eindigde. In dat duel maakte hij meteen zijn eerste goal voor N.E.C. Op 28 mei 2017 degradeerde hij met N.E.C. naar de Eerste divisie. Op 14 juli 2017 ontbond N.E.C. het contract van Ofosu.

### NK Instra
In augustus van dat jaar tekende hij een tweejarig contract bij de Kroatische club NK Istra 1961. In januari 2018 ging hij naar het Slowaakse Spartak Trnava. Met de club werd hij kampioen van Slowakije. Hierna liep zijn contract af. Op 12 oktober 2012 ondertekende Ofosu een contract tot het einde van het seizoen 2018/19 bij het Hongaarse Szombathelyi Haladás. Met de club degradeerde hij en daarna ging hij naar het Roemeense FC Botoșani. In oktober 2020 ging Ofosu naar CS Universitatea Craiova. Met zijn club won hij in 2021 de Roemeense voetbalbeker en de Roemeense supercup. In het seizoen 2021/22 speelde Ofosu in Turkije voor Bursaspor. In 2022 ging hij in Griekenland voor Ionikos spelen. In januari 2023 ging Ofosu op het tweede niveau in Saoedi-Arabië spelen bij Ohod. In het seizoen 2023/24 speelde hij wederom in Roemenië waar hij begon bij UTA Arad en in februari 2024 naar FC Botoșani ging.

### Clubstatistieken
| Seizoen | Club                 | Competitie          | Competitie | Competitie | Beker | Beker | Overig | Overig | Totaal | Totaal |
| Seizoen | Club                 | Competitie          | Wed.       | Dlp.       | Wed.  | Dlp.  | Wed.   | Dlp.   | Wed.   | Dlp.   |
| ------- | -------------------- | ------------------- | ---------- | ---------- | ----- | ----- | ------ | ------ | ------ | ------ |
| 2009/10 | Hamburger SV II      | Regionalliga Nord   | 1          | 0          | 0     | 0     | —      | —      | 1      | 0      |
| 2010/11 | Hamburger SV II      | Regionalliga Nord   | 19         | 5          | 0     | 0     | —      | —      | 19     | 5      |
| 2011/12 | Hamburger SV II      | Regionalliga Nord   | 22         | 3          | 0     | 0     | —      | —      | 22     | 3      |
| 2012/13 | FC Ingolstadt II     | Regionalliga Bayern | 21         | 5          | 0     | 0     | —      | —      | 21     | 5      |
| 2013/14 | FC Ingolstadt II     | Regionalliga Bayern | 20         | 9          | 0     | 0     | —      | —      | 20     | 9      |
| 2014/15 | Chemnitzer           | 3. Liga             | 33         | 3          | 5     | 2     | —      | —      | 38     | 5      |
| 2015/16 | Chemnitzer           | 3. Liga             | 16         | 1          | 2     | 0     | —      | —      | 18     | 1      |
| 2015/16 | SV Grödig            | Bundesliga          | 16         | 2          | 0     | 0     | —      | —      | 16     | 2      |
| 2016/17 | N.E.C.               | Eredivisie          | 16         | 2          | 1     | 0     | —      | —      | 17     | 2      |
| 2017/18 | Istra 1961           | 1.HNL               | 14         | 3          | 0     | 0     | —      | —      | 14     | 3      |
| 2017/18 | Spartak Trnava       | Fortuna Liga        | 13         | 2          | 3     | 0     | —      | —      | 16     | 2      |
| 2018/19 | Szombathelyi Haladás | OTP Bank Liga       | 23         | 0          | 1     | 0     | —      | —      | 24     | 0      |
| 2019/20 | FC Botoșani          | Liga 1              | 34         | 6          | 2     | 0     | —      | —      | 36     | 6      |
| 2020/21 | FC Botoșani          | Liga 1              | 6          | 1          | 0     | 0     | 2      | 0      | 8      | 1      |
| 2020/21 | U Craiova            | Liga 1              | 18         | 2          | 2     | 2     | —      | —      | 20     | 4      |
| 2021/22 | U Craiova            | Liga 1              | 2          | 0          | 0     | 0     | —      | —      | 2      | 0      |
| 2021/22 | Bursaspor            | Süper Lig           | 15         | 1          | 3     | 0     | —      | —      | 18     | 1      |
| 2022/23 | Ionikos              | Super League        | 3          | 0          | 1     | 0     | —      | —      | 4      | 0      |
| 2022/23 | Ohod Club            | First Division      | —          | —          | —     | —     | —      | —      | 0      | 0      |
| 2023/24 | UT Arad              | Liga 1              | 8          | 1          | 0     | 0     | —      | —      | 8      | 1      |
| 2023/24 | FC Botoșani          | Liga 1              | 10         | 1          | 0     | 0     | 2      | 0      | 12     | 1      |
| 2024/25 | Şanlıurfaspor        | 1. Lig              | 15         | 1          | 1     | 0     | —      | —      | 16     | 1      |
| Totaal  | Totaal               | Totaal              | 322        | 48         | 19    | 4     | 4      | 0      | 346    | 52     |

Bijgewerkt op 3 september 2024.